# Галковский, Михаил Фёдорович
Михаи́л Фёдорович Галко́вский (20 мая 1942, Судилы, Могилёвская область — 23 ноября 2010, Минск) — артист оперы, драматический тенор. Заслуженный артист Белорусской ССР (1980).

## Биография
В 1968 году окончил БелГК, где учился в классе Н. Швайко. С 1966 года — солист Национального театра оперы Белоруссии.

## Творчество
Много выступал в операх белорусских композиторов: Сергей («Алеся» Е. Тикоцкого), Нунций («Джордано Бруно» С. Кортеса), Роман («Седая легенда» Д. Смольского), Тихонов («Тропою жизни» Г. Вагнера), а также советских композиторов: Миндия («Миндия» О. Тактакишвили), Лёнька и Антонов («В бурю» Т. Хренникова), Костя-радист («Брестская крепость» К. Молчанова).
В классическом оперном репертуаре певца можно выделить партии драматического и лирико-драматического плана: Пинкертон, Каварадосси («Чио-Чио-сан», «Тоска» Дж. Пуччини), Туридду («Сельская честь» П. Масканьи), Радамес, Дон Карлос («Аида», «Дон Карлос», Дж. Верди), Хозе («Кармен» Ж. Бизе), Лоэнгрин («Лоэнгрин» Р. Вагнера), Герман, Водемон («Пиковая дама», «Иоланта» П. И. Чайковского), Андрей Хованский, Самозванец («Хованщина», «Борис Годунов» М. П. Мусоргского), Владимир Игоревич («Князь Игорь» А. П. Бородина), Собинин («Иван Сусанин» М. И. Глинки), Барклай де Толли, Анатоль Курагин («Война и мир» С. С. Прокофьева).
Исполнил партию и сыграл роль Андрея в телевизионном варианте оперы «В пущах Полесья» А. В. Богатырёва.
Лауреат межреспубликанского (1969) и Всесоюзного (1973) конкурсов вокалистов. Участник парада знаменитых теноров мира на 1-м международном фестивале оперного искусства «Золотая корона», посвящённом 125-летию со дня рождения Э. Карузо (1998, Одесса).